# Santa Maria d'Arties
Santa Maria d'Arties és una església romànica situada a sud-oest del poble d'Arties, municipi de Naut Aran, comarca de la Vall d'Aran. Declarada com Bé Cultural d'Interès Nacional, és considerada com un estendard de l'arquitectura romànica aranesa. Es troba en un punt elevat on també hi havia el castell d'Arties, del qual només es conserva una torre.

## Arquitectura
Santa Maria d'Arties és un edifici de planta basilical de tres naus, encapçalades per tres absis dels quals només es conserven els 2 laterals, semicirculars. L'absis central es va perdre i ha estat reconstruït modernament. En els absis laterals hi ha decoració d'arquets cecs i una franja d'escacat en diagonal. En l'absis sud els arcs llombards descansen sobre mènsules adornades amb motius i línies horitzontals, amb algun detall com una creu entre dos dels arcs, o un motiu esquemàtic en vegetal. En la decoració de l'absis nord hi una forma de cara.
La nau central és de volta de canó i sofria un procés d'obertura que encara es pot veure en els desploms de les pilastres. L'any 1999 s'hi va fer una intervenció per solucionar aquesta disfunció. Les naus laterals són de volta d'un quart de circumferència i queden separades de la central per una arcada d'arcs de mig punt que reposen damunt de sis pilars cilíndrics que separen el temple longitudinalment en 4 trams.
L'edifici està datat del segle xii, relativament tard en comparació a altres esglésies araneses, i malgrat les reformes conserva el seu aspecte romànic inicial, especialment als absis i la porta nord. A la paret sud hi ha 4 contraforts moderns, així com un sortint a la paret nord.
Té dues portalades d'accés. La portalada principal s'obre a la façana nord presenta 6 arcs de mig punt, adovellats, suportats per muntants amb el mateix nombre de pilastres cilíndriques. La decoració presenta motius com l'escacat i botons semicirculars. L'última arquivolta està rematada amb una sanefa amb escacat en diagonal, idèntica a la de la cornisa dels absis. Dues pedres mènsules estan decorades amb forma de cares masculines. Una creu està gravada en un dels blocs al costat de la porta.
La porta encarada al sud comunica amb el cementiri, i presenta 3 arcs de mig punt en degradació,
transmesos als muntants, sense decoració. Al mur sud hi ha una finestra estreta i allargada, amb decoració amb motius vegetals sobre l'arc d'obertura, format per un únic bloc de pedra. Una segona finestra està al tram proper a la capçalera, amb un arc apuntat, una mica gòtic, i 3 arcs sobre parells de columnes. La part superior dels arcs conserva restes de pintura.
A l'extrem oest hi ha un campanar de 5 pisos amb coberta piramidal, d'estil situat entre el romànic i el gòtic, executat a finals del segle xiii o principis del XIV. A l'extrem est hi ha un campanar d'espadanya.

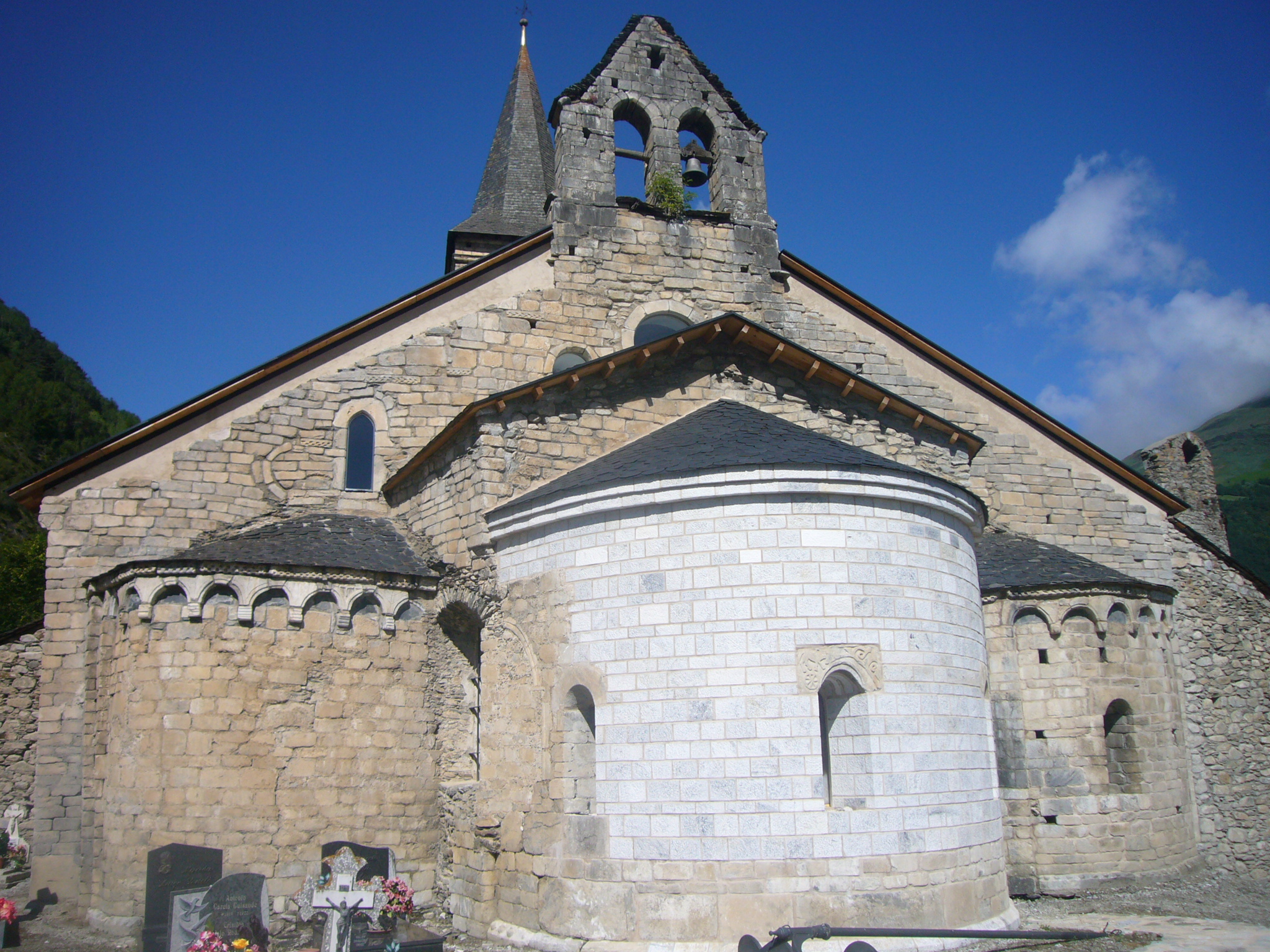
Dos absis romànics laterals, i absis central reconstruït, amb campanar d'espadanya al damunt
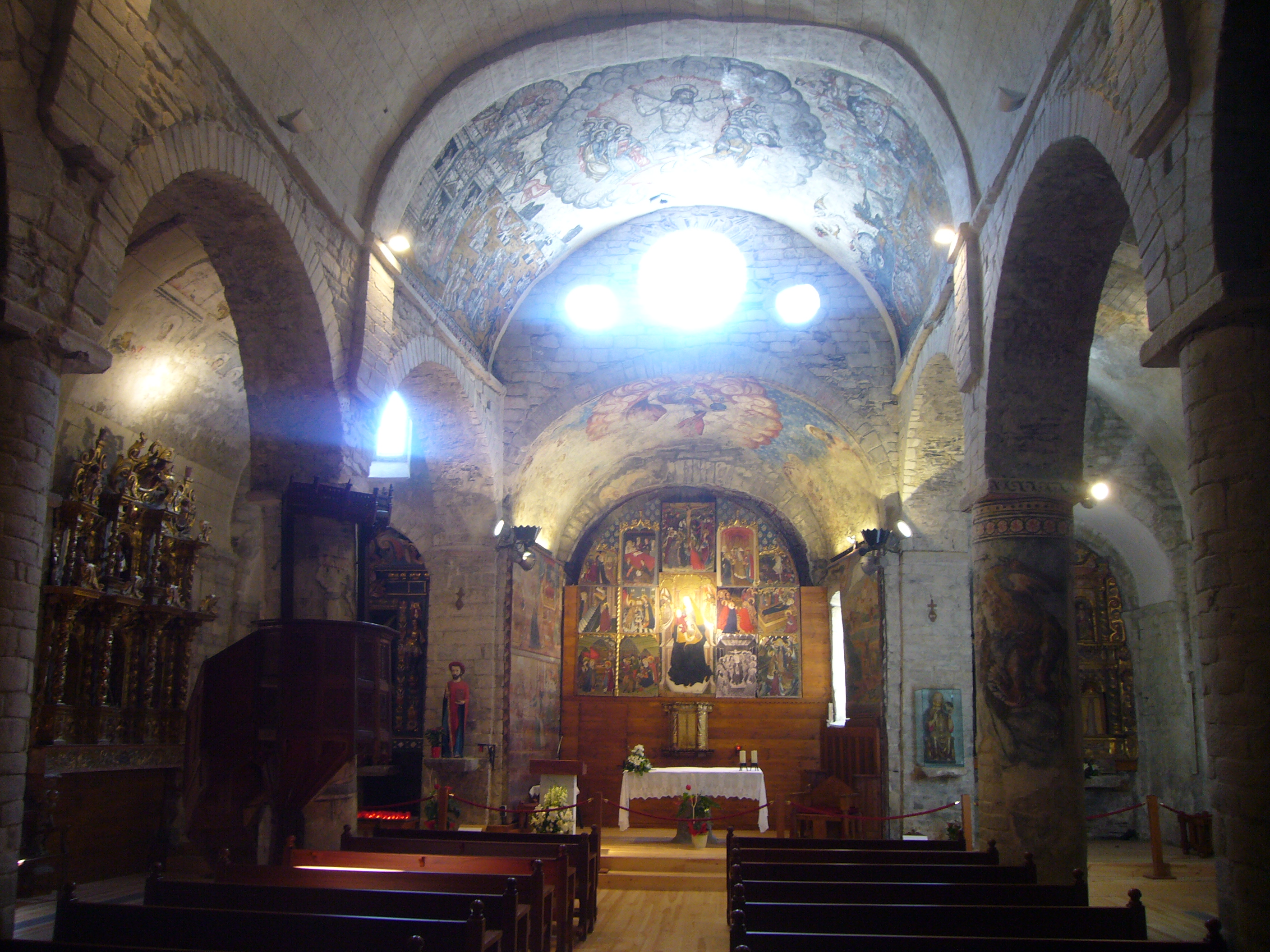
Nau central i naus laterals
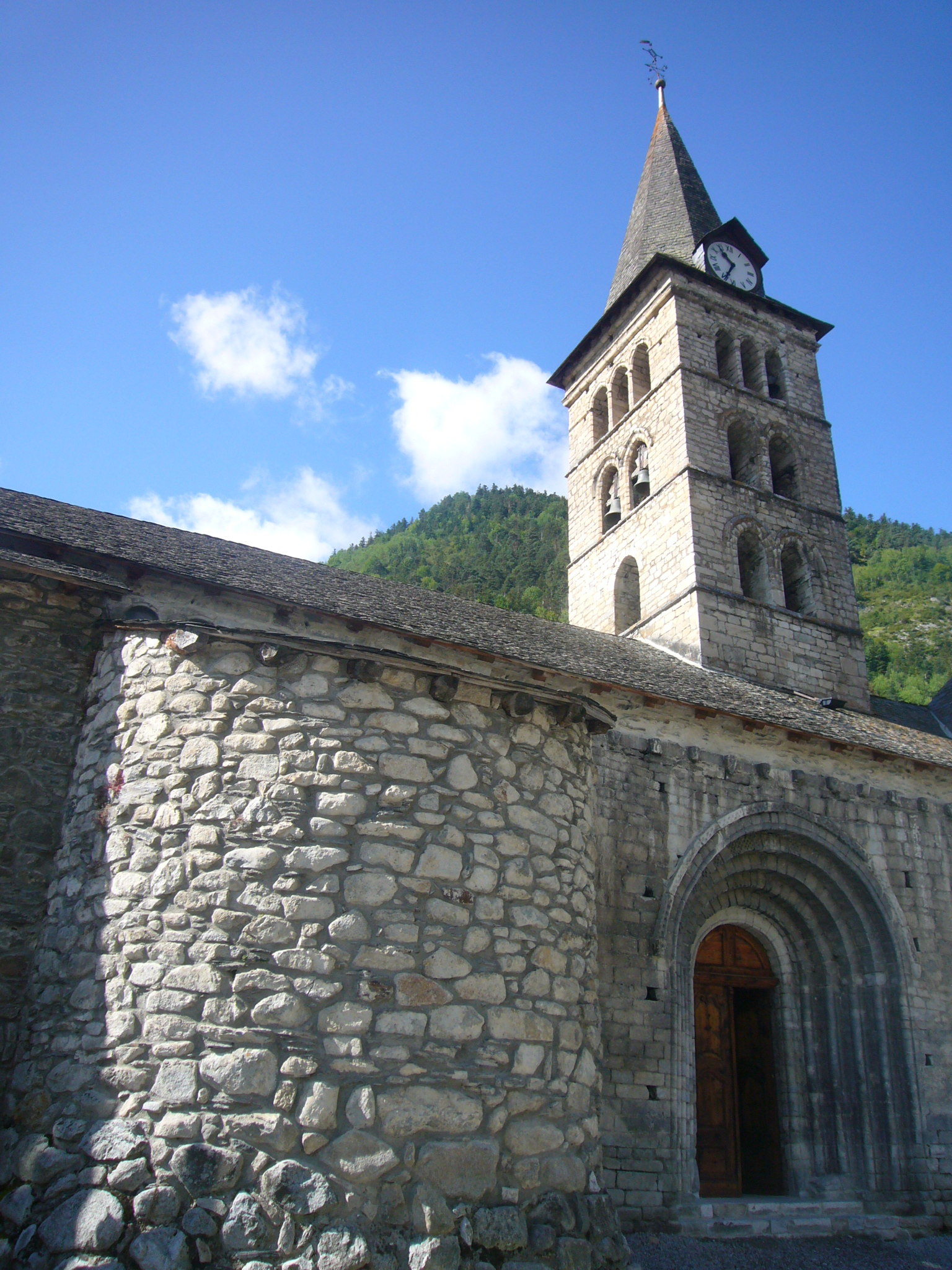
Façana nord amb un sortint i la porta romànica
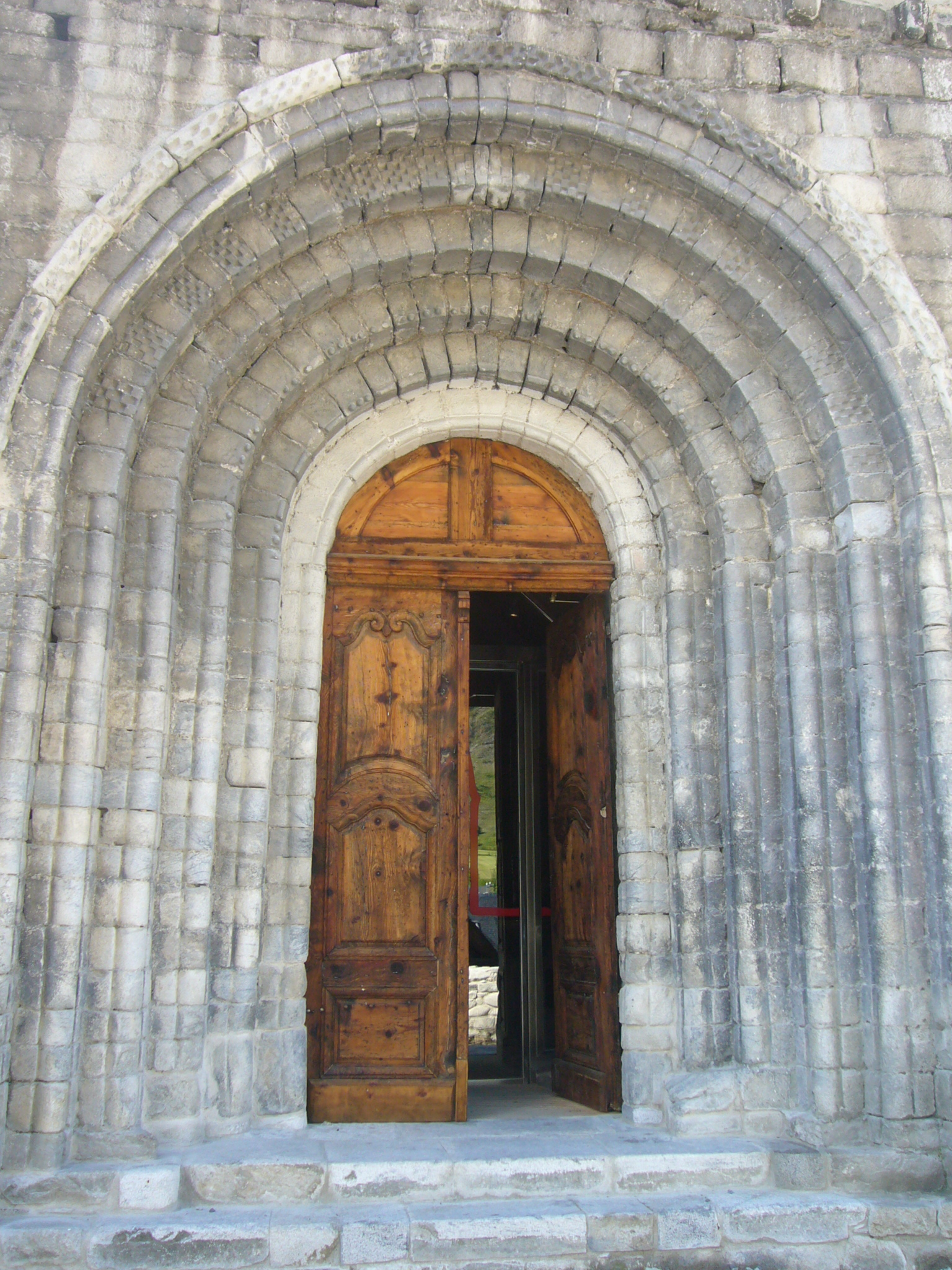
Porta de la façana nord
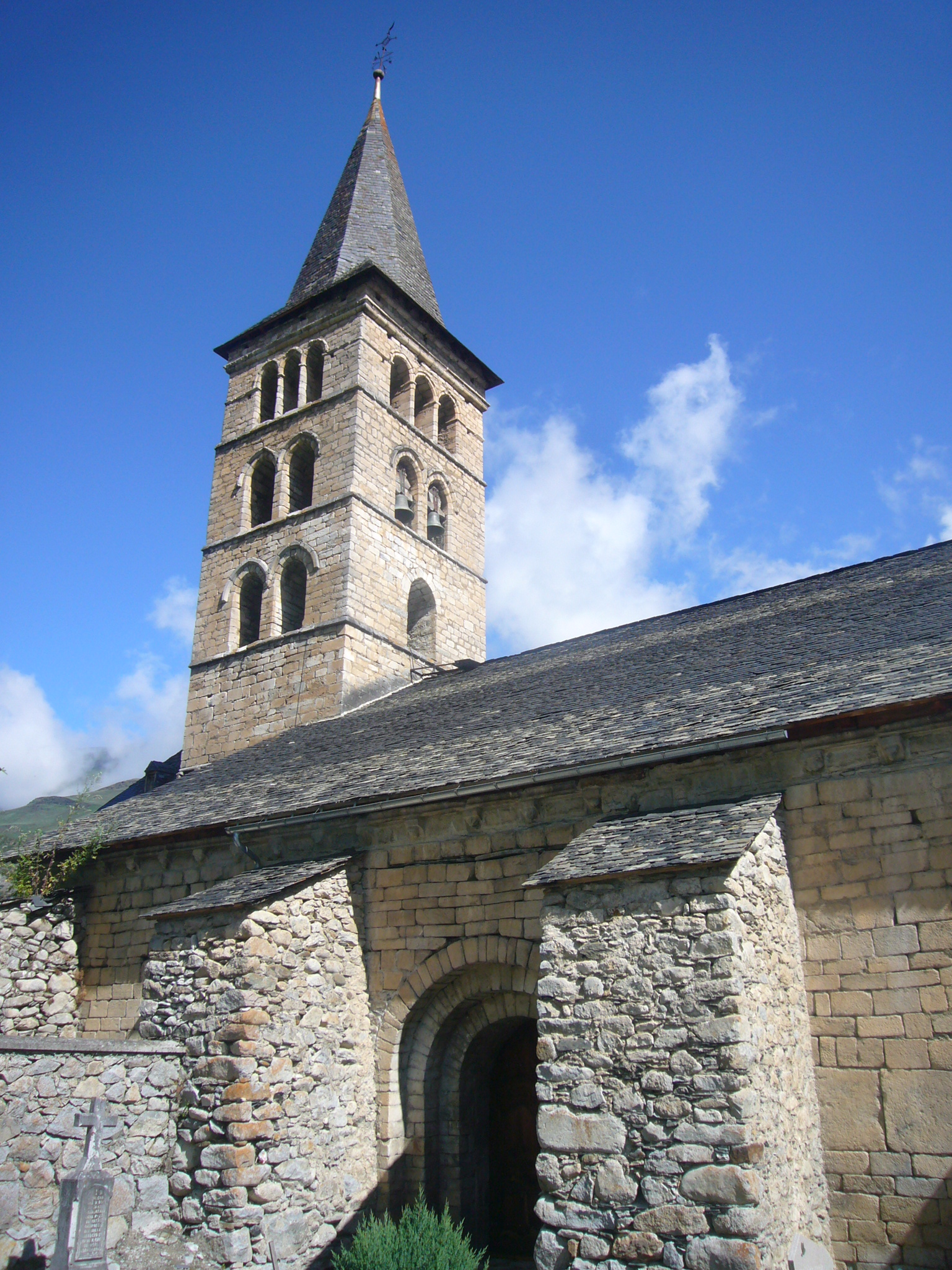
Façana sud amb porta i contraforts
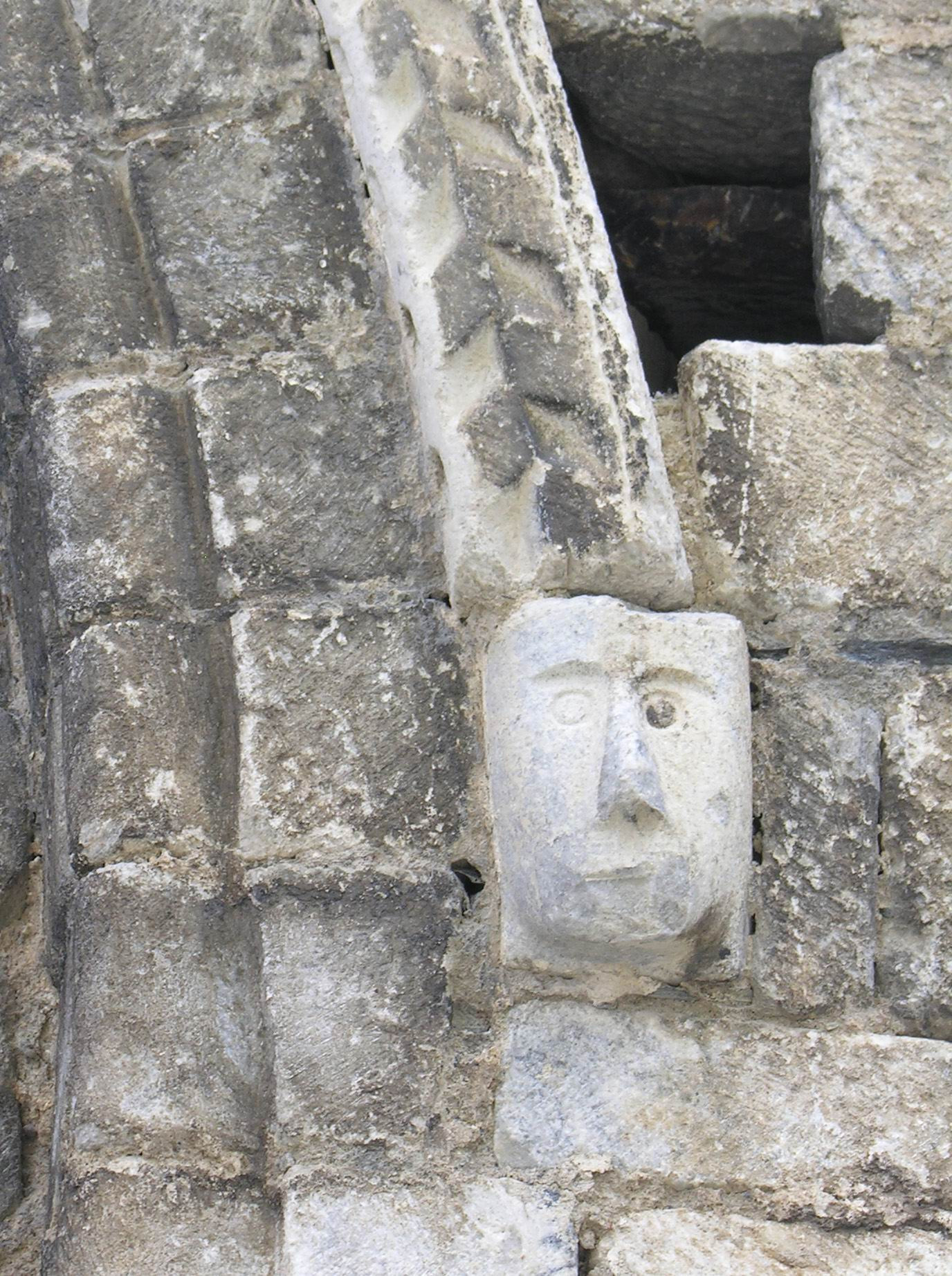
Detall d'una cara

## Interior
A l'interior de l'edifici hi ha una pica baptismal, a l'entrada, concebuda pel baptisme per submersió i decorada amb motius geomètrics. L'altar està suportar per un "tenante" del segle xi. Diversos retaules barrocs del segle xviii han estat incorporats als laterals del presbiteri.

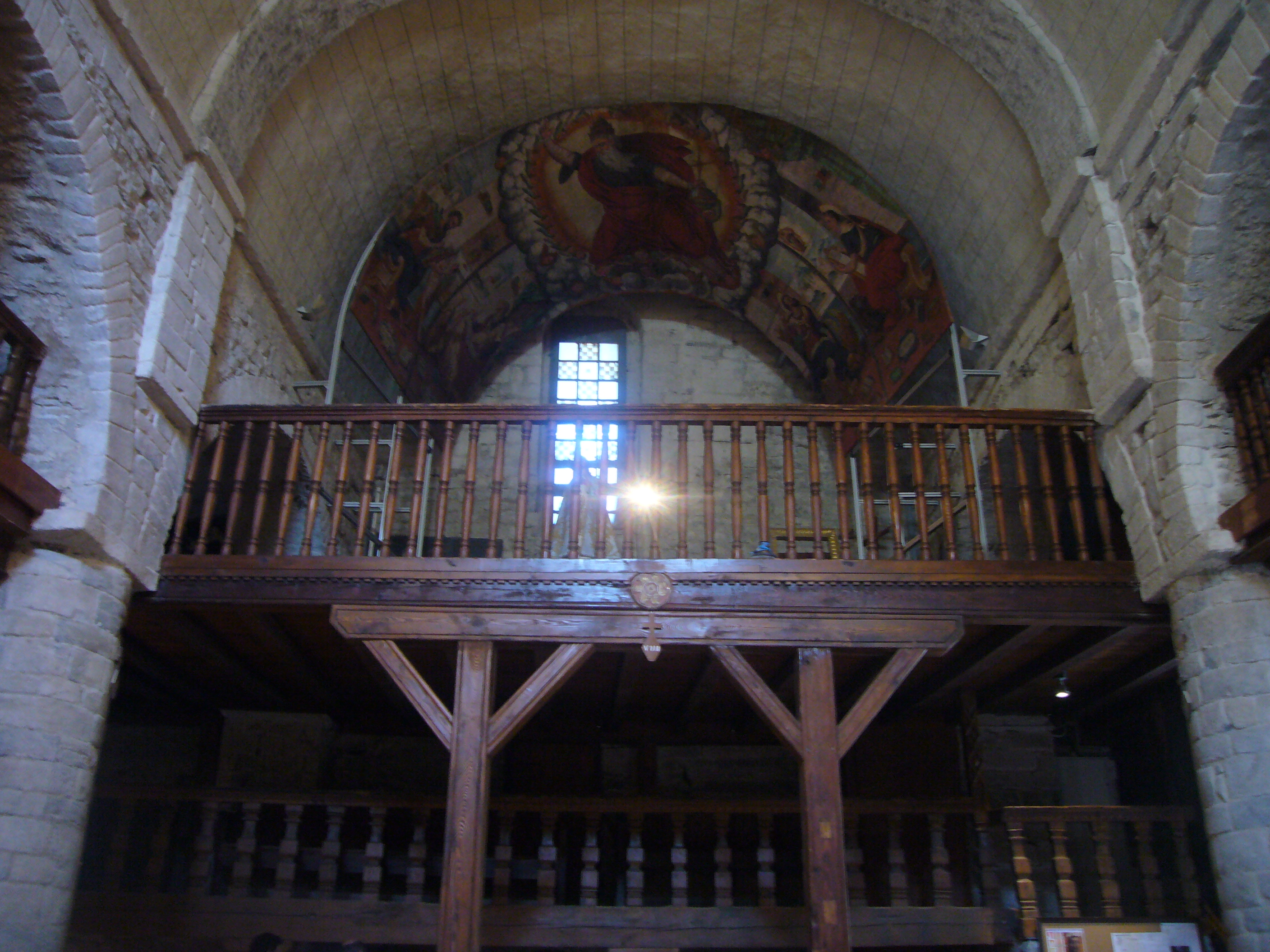
Part posterior de la nau central
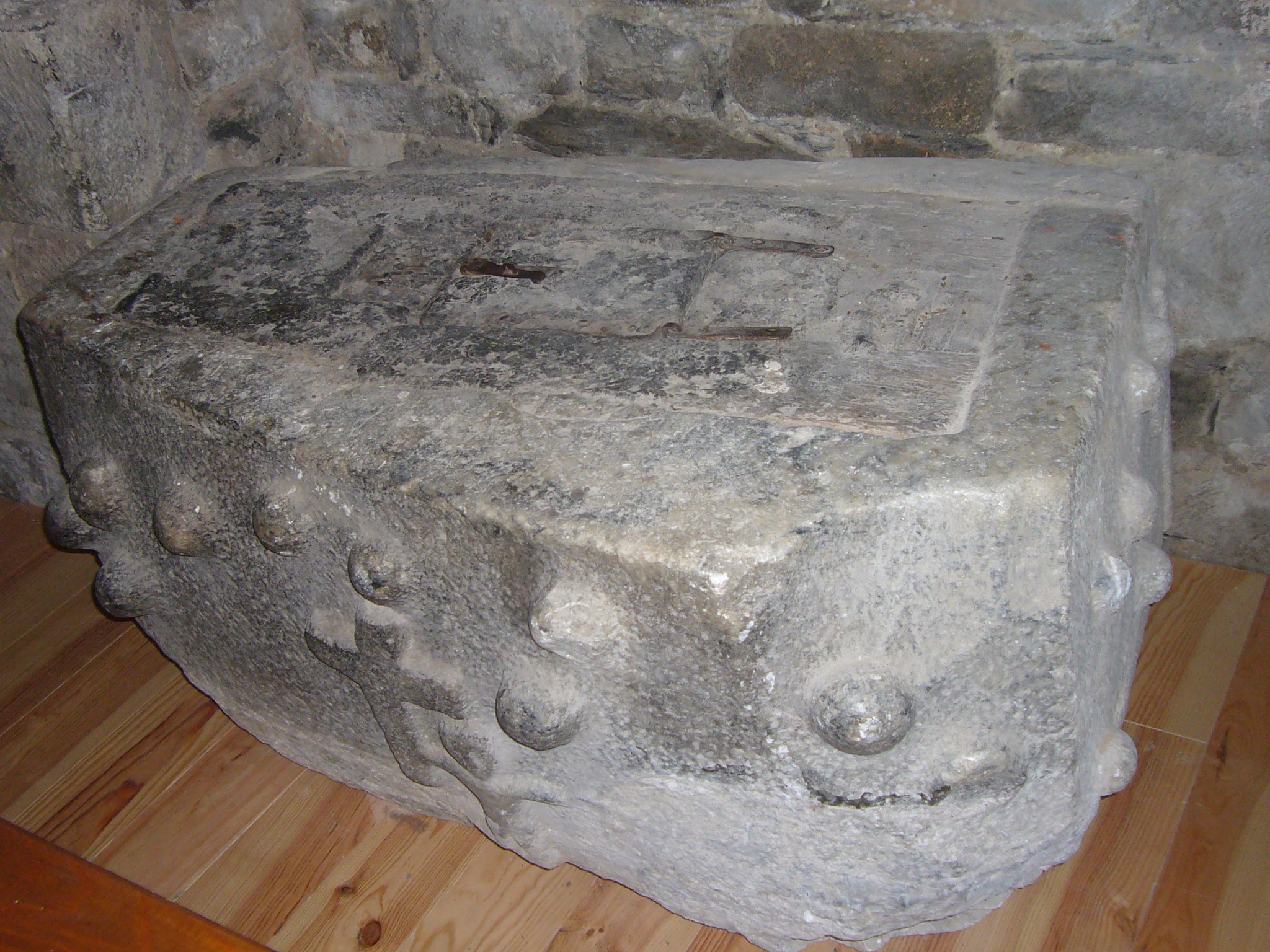
Pila baptismal
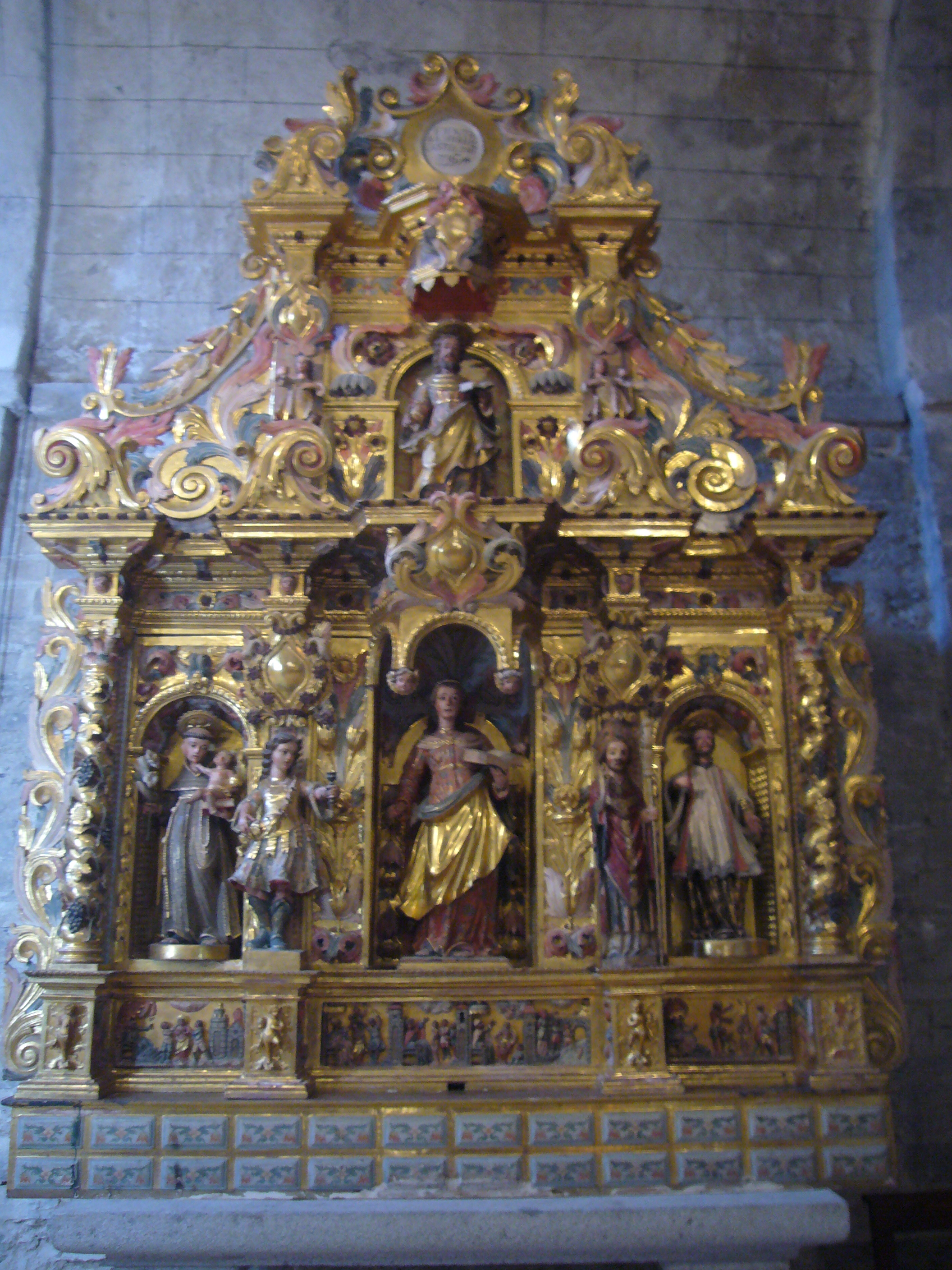
Un dels retaules barrocs
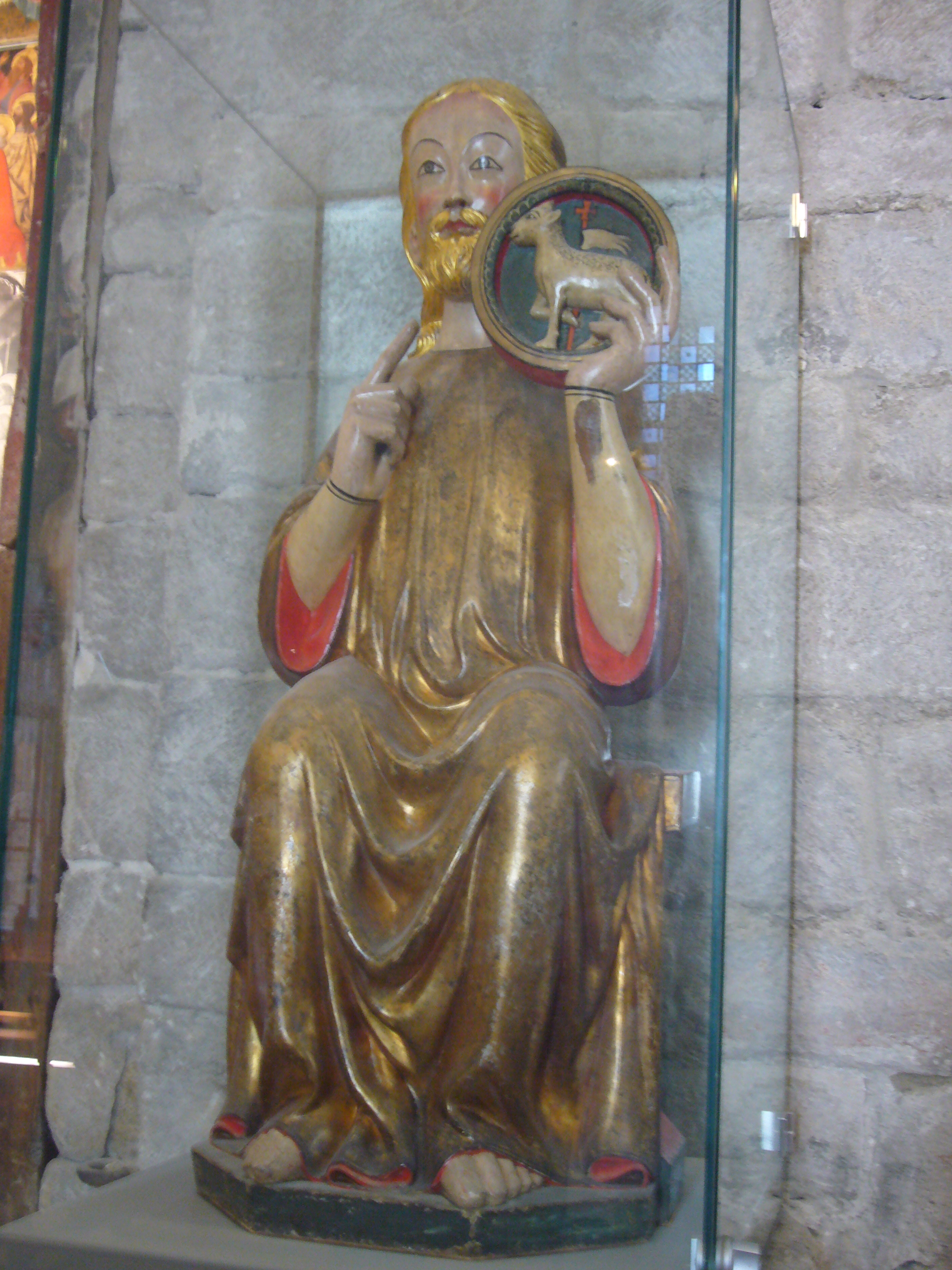
Estàtua d'un sant

### Retaule gòtic

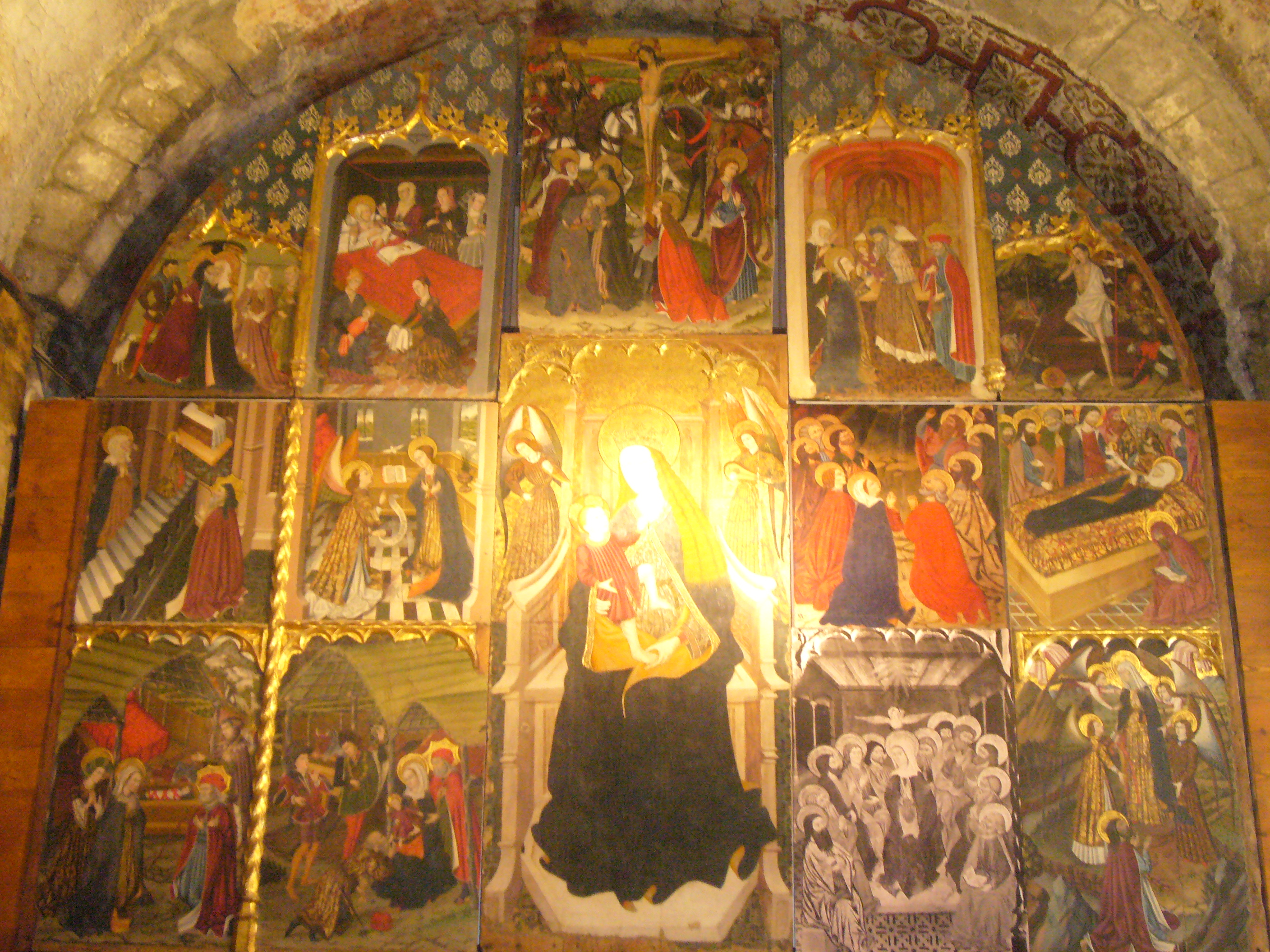
Retaule gòtic del segle XV

L'església compta amb un retaule originari del segle xv, que representa diverses escenes bíbliques de la vida de la Verge Maria. És considerat una obra mestra de la pintura gòtica. Ha estat recentment restaurat pel Centre de Restauració de Béns Mobles de Sant Cugat.

### Pintures murals del judici final
Al sostre del presbiteri hi ha unes magistrals pintures murals, d'autor desconegut, que representen les escenes bíbliques del Judici Final amb l'infern, el cel i la resurrecció dels morts. Es conserven en molt bon estat i són d'una execució excel·lent. Datades als voltants de 1580, són de les pintures murals més importants que es conserven als Pirineus. Les imatges reflectides a les pintures han estat comparades amb les d'El Bosco, degut a la riquesa de detalls i l'emotivitat que transmeten.
El conjunt representa diversos episodis del dia del Judici Final. Algunes figures són devorades per un enorme drac de dents afilades, empentades per dimonis amb ales, i d'altres es couen dins una caldera atiada per deixebles de Llucifer.

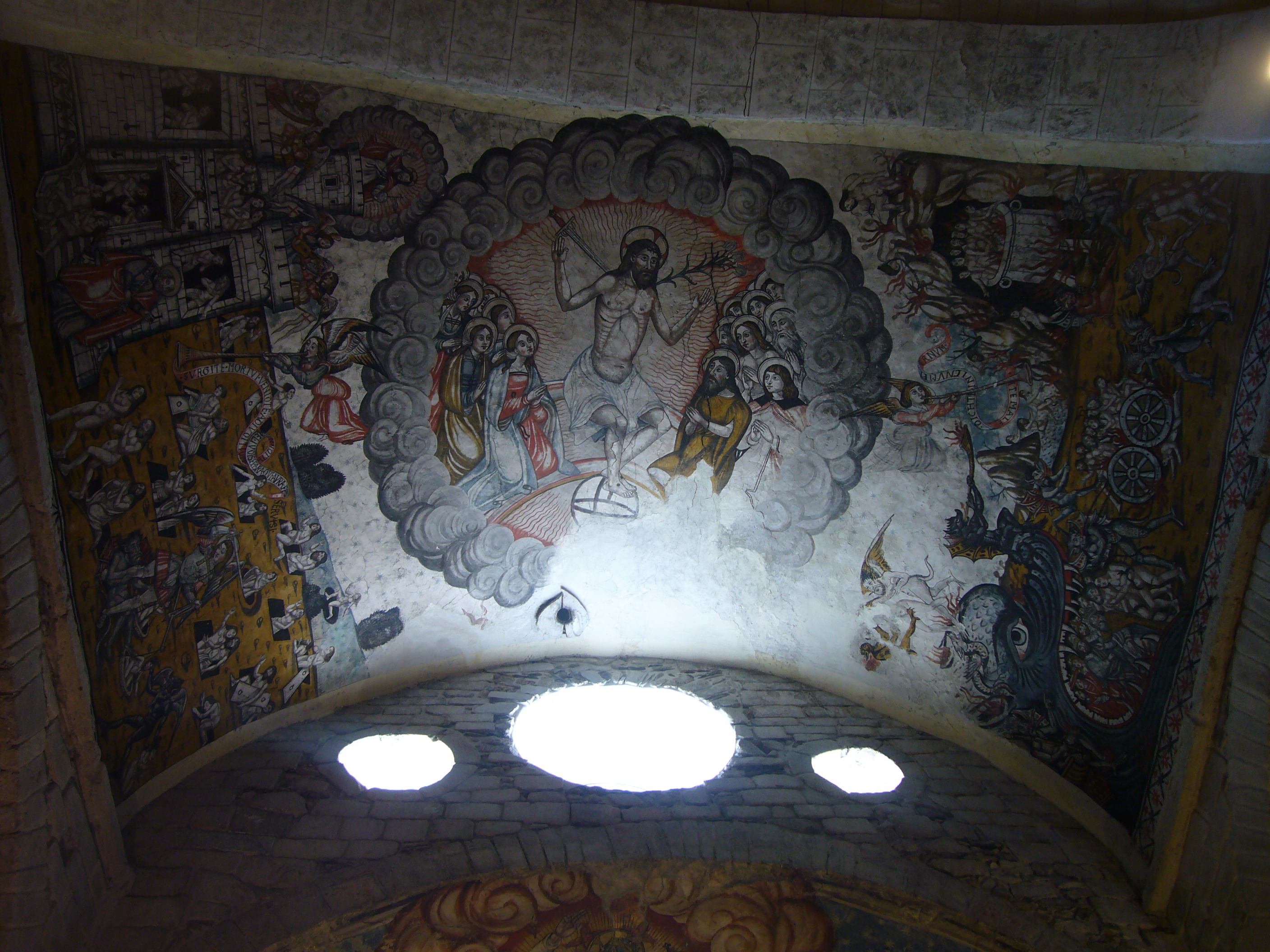
Pintura mural del judici final, al sostre
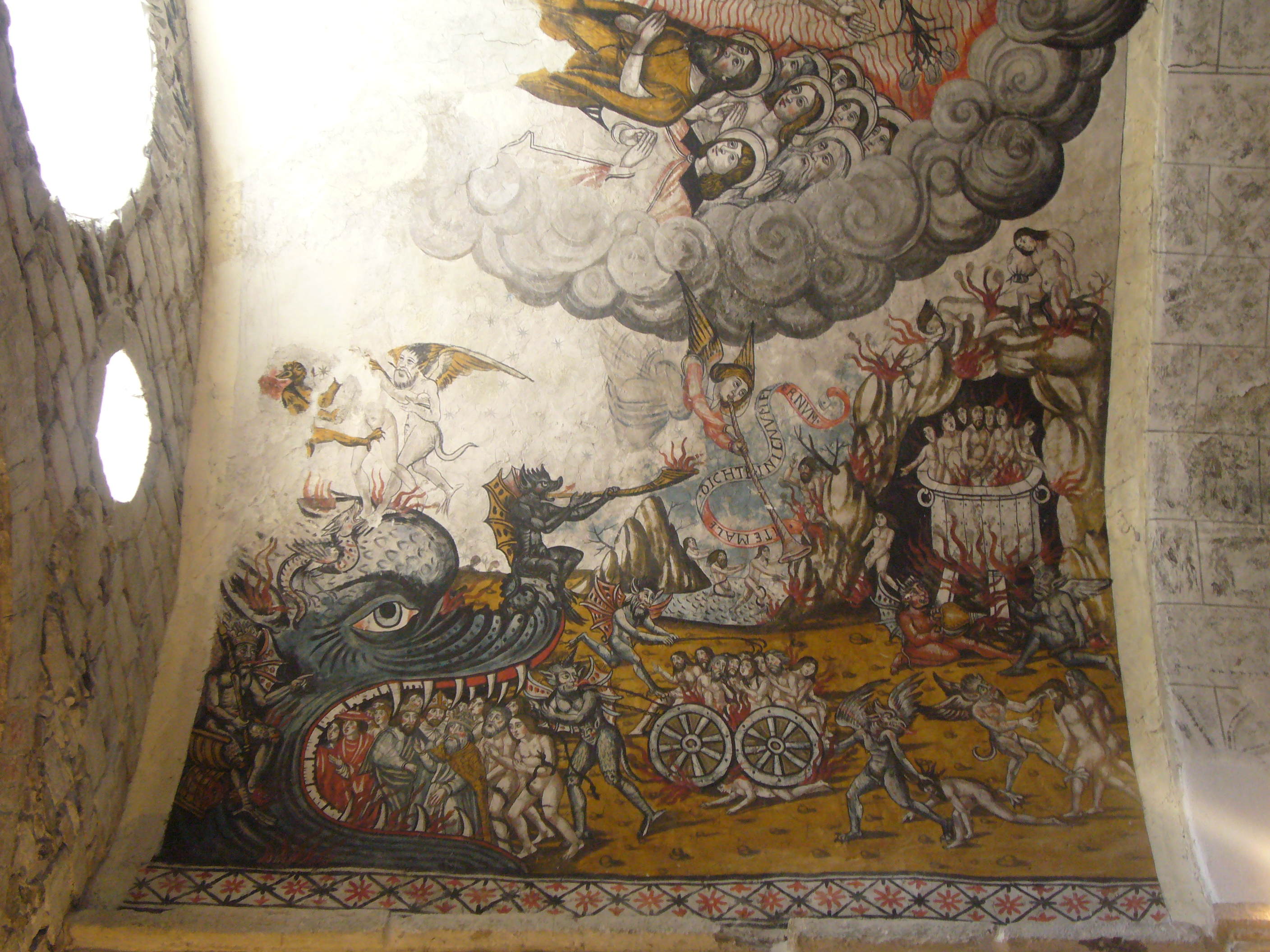
Detall dels condemnats a l'infern
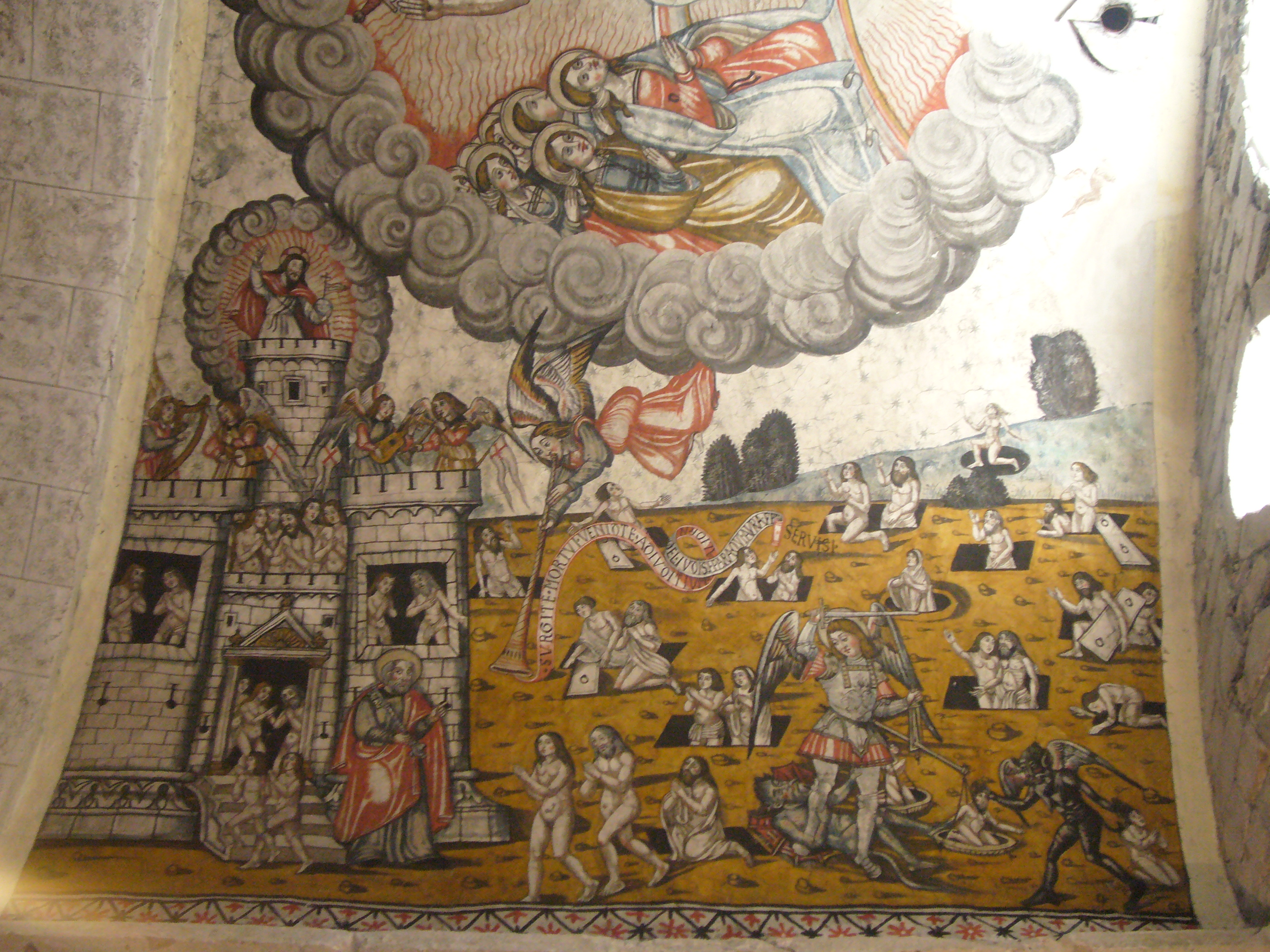
Detall del cel i la resurrecció dels morts

## Restauració
El 2012 l'Obra Social "la Caixa", el Departament de Cultura i el Bisbat d'Urgell va presentar la restauració de l'Església. La intervenció va permetre actuar en profunditat a la interior de l'església i completar la seva rehabilitació integral. La intervenció va comptar amb un equip tècnic multidisciplinari amb tasques d'arquitectura, restauració, construcció i restauració artística. Les obres van tenir una durada de sis mesos.
En el marc del Programa Romànic Obert, les obres van permetre cloure els treballs iniciats en anys anteriors per restaurar l'estructura i l'interior de l'església. Entre les actuacions que es van realitzar, hi ha el canvi del paviment així com la renovació de la calefacció, amb la instal·lació d'un nou sistema impulsat per aire. També es va adequar el cancell d'entrada al temple, construït amb paraments de vidre laminat i polivinil transparent.
Així mateix, es va restaurar la finestra gòtica situada a la portada de migdia. Es va desmuntar la part cega deixant la seva obertura en la dimensió original que tenia, i es va refer el basament amb pedra així com la part malmesa de l'exterior. També es va rehabilitar el cor de fusta existent en el primer pis i també la balconada interior de fusta. Per acabar, també es va dur a terme una restauració de les pintures murals situades a les voltes de les dues naus laterals.